# Nerolidol
Nerolidol, también conocido como peruviol, es una forma natural de sesquiterpeno que se encuentra en los aceites esenciales de muchos tipos de plantas y flores. Hay dos isómeros de nerolidol, cis y trans , que difieren en la geometría alrededor del doble enlace central. Nerolidol está presente en el neroli, jengibre, jazmín, lavanda, árbol de té, Cannabis sativa , y hierba de limón. El aroma de nerolidol es leñoso y con reminiscencias de corteza fresca. Se utiliza como un agente aromatizante y en perfumería. También se encuentra actualmente en pruebas como un potenciador de penetración en la piel para la administración transdérmica de fármacos terapéuticos.